# Apagón en Venezuela de 1993
El apagón en Venezuela de 1993 o también conocido como apagón general fue un corte eléctrico ocurrido por un accidente en el Guri. El apagón dejó sin energía eléctrica tres cuartas partes de Venezuela afectando en su totalidad a las principales ciudades del país.

## Causas
El 29 de octubre de 1993 Venezuela sufrió un corte de energía eléctrico al 75%, el hecho fue debido a una falla de interconexión en el Guri, en el momento del hecho se estaba incorporando una maquinaria al sistema de interconexión la cual no detectó la existencia de una línea energizada, lo que originó que se despegarán las líneas, según informó el ministro de Secretaría de la Presidencia Ramón Espinoza.

## Respuesta

### 29 de octubre
El presidente Ramón J. Velásquez habló a las 2:30 de la tarde para explicar el origen del apagón, confirmando así que el hecho fue producto de una falla en el Guri, descartando que fuera un sabotaje y así mismo desmentir rumores sobre un presunto golpe de Estado.Según diferentes reportes a partir de las 3:00 a 5:00 de la tarde se fue recuperando paulatinamente el servicio de energía eléctrica en varias zonas del país.

### 6 de noviembre
el 6 de noviembre se produjo un segundo apagón como consecuencia de las fallas de interconexión. el apagón ocurrió a las 10:45 de la mañana causado nuevamente producto de una falla en el Guri, el presidente Velázquez salió a hablar por radio televisión afirmando que el servicio se había restablecido hacia las 2 de la tarde de manera paulativa.

## Efectos

### Transporte
Durante el corte eléctrico las fuerzas públicas fueron apostadas en zonas estratégicas de varias ciudades para evitar cualquier tipo de desorden y saqueos. Así mismo, la policía colaboró con las unidades de tránsito para el despeje de las calles de vehículos la cual se vio desbordada principalmente en Caracas debido al cierre del Metro de Caracas.

### Hospitales
Durante la falla eléctrica se reportaron también afectaciones al servicio de salud donde varios pacientes debieron ser trasladados a otros centros de salud para recibir las atenciones necesarias. 

### Emergencias
El comandante del Cuerpo de Bomberos el Distrito Federal Rodolfo Briceño informó que durante los hechos se activó el Centro de Operaciones, además señaló que los principales problemas críticos reportados fueron los ascensores, los cuales reportó que unas 5000 personas quedarán atrapadas adentros de ellas en toda la ciudad de Caracas.